# Francisco Burillo Mozota
Francisco Burillo Mozota (Paniza, Zaragoza, 29 de febrero de 1952). Es catedrático de prehistoria en la Facultad de Ciencias Sociales y Humanas de la Universidad de Zaragoza en Teruel. Considerado una autoridad en el ámbito de los estudios celtibéricos, es autor de numerosas obras sobre la cuestión, entre las que destaca su tesis doctoral (El valle medio del Ebro en época ibérica, 1980), primera aplicación de la arqueología espacial a la Celtiberia. Es responsable de los prestigiosos coloquios de arqueología espacial y director de la revista del mismo nombre, editada por el Seminario de Arqueología y Etnología Turolense. También coordina los simposia sobre los celtíberos, de los que se han celebrado cinco, y los cursos sobre celtíberos de la Universidad de Verano de Zaragoza en Daroca. Actualmente dirige los proyectos Segeda y la ruta celtibérica. 

## Formación
En junio de 1974, Burillo Mozota se licencia en Filosofía y Letras, por la Universidad de Zaragoza, convirtiéndose en  Premio Extraordinario de Licenciatura y Premio Extraordinario Academia General Militar. Igualmente, obtuvo el Premio de Fin de Carrera dado por Caja de Ahorros de la Inmaculada (24 de octubre de 1974) y, asimismo, el otorgado por Caja de Ahorros y Monte de Piedad de Zaragoza, Aragón y Rioja (28 de diciembre de 1974).
Poco después, obtiene el grado de doctor, junio de 1978, con su tesis doctoral: Los  ríos Huerva y Jiloca medio en época ibérica, bases para su estudio, 1978.

## Cargos y méritos
Actualmente, es Catedrático de Prehistoria en la Universidad de Zaragoza (Facultad de Ciencias Sociales y Humanas de Teruel). A lo largo de su carrera profesional ha impartido diferentes cursos de doctorado en las Universidades de Lérida, Castilla-La Mancha, Castellón, Granada, Las Palmas de Gran Canaria o en el Instituto Nacional de Antropología e Historia en México. 
Desde 1997 es Académico correspondiente de la Real Academia de la Historia. 
Intensamente ligado a la Celtiberia, Burillo Mozota ha dirigido algunos de los más prestigiosos medios de estudio y difusión de la región y cultura celtíberas. Como prueba de ello es el hecho de haber sido: 
- Presidente del Seminario de Arqueología y Etnología Turolense.

- Director de los Coloquios Internacionales de Arqueología Espacial y de los Simposia sobre los Celtíberos.

- Director de la Carta Arqueológica de Aragón.

- Director de las revistas Arqueología Espacial y Kalathos y de las publicaciones científicas del Seminario de Arqueología y Etnología Turolense.

- Presiedente del Instituto Aragonés de Arqueología (1987-1996)

- Presidente del Centro de Estudios Celtibéricos de Segeda (desde 2002), y Director del patronato de la Fundación Segeda.

## Su obra
Su actividad investigadora se ha centrado en la Prospección arqueológica, Arqueología Espacial y Protohistoria, con especial dedicación al tema de Celtíberos. De hecho, Burillo Mozota es considerado una autoridad  en lo que a los celtíberos se refiere. 
Su obra: "Los Celtíberos. Etnias y estados" (Crítica, 2007), es un clásico en la historia de la cultura de los celtíberos. Junto a este manual, Burillo Mozota es autor de más de trescientos trabajos, artículos y libros, de carácter científico, cuarenta de ellos encargados como ponencias en Congresos Nacionales e Internacionales.

## Segeda
De su labor actual, es muy importante destacar su dirección de los Proyectos Segeda y Ruta Celtibérica, desarrollados dentro de los Proyectos I+D+i: 
- Procesos sociales y económicos en la formación y desarrollo de la ciudad Estado celtibérica de Segeda (BHA2001-2439), desde: 2002 / hasta: 2004.
- La ciudad celtibérica de Segeda y su territorio: procesos históricos y estrategias de análisis (BHA2001-HUM 2005-03369), desde: 2006 / hasta: 2008.

Igualmente, recientemente ha obtenido un nuevo proyecto I+ D a desarrollar en los años 2009-2010, con una inversión de 50.000 euros: Segeda y Celtiberia Septentrional: investigación científica, desarrollo rural sostenible y nuevas tecnologías (HAR2008-04118/HIST).
Octubre de 2009 es un mes clave, no sólo en su trayectoria personal-profesional, sino también para el estudio de la cultura de los celtíberos, y de la promoción de Celtiberia. En el "Congreso Internacional de Astronomía Cultural" (organizado por The European Society for Astronomy in Culture (SEAC) y auspiciado por la UNESCO dentro del año Internacional de Astronomía) celebrado en Alejandría (Egipto), Burillo Mozota participa en dos ponencias:
- “La Cosmogonía celtibérica” por Francisco Burillo Mozota y Mª. Pilar Burillo Cuadrado
- “Santuario de la Ciudad celtibérica de Segeda y sus orientaciones astronómicas” a cargo de Manuel Pérez Gutiérrez, Francisco Burillo Mozota, Raúl López Romero y Jesús Arenas Esteban.

En el transcurso de este congreso, Burillo Mozota y su equipo presentan un hallazgo sin parangón: la existencia de una Plataforma monumental en Segeda. 
Se trata de un calendario convertido en santuario, un sorprendente hallazgo que no hace nada más que demostrar que los celtíberos no eran una civilización tan arcaica como se pensaba hasta el momento. Tal vez, algunas de las mayores incógnitas que tiene este descubrimiento sea el hecho de que con este hallazgo se haya demostrado el dominio que tenía esta cultura tanto de las matemáticas, como de la astronomía.